# Nyakabango
Nyakabango ist ein ländlicher Bezirk (Ward) des Distriktes Muleba in der tansanischen Region Kagera.

## Geografie
Nyakabango liegt im Nordwesten von Tansania am südwestlichen Ufer des Victoriasees. Die Fläche des Bezirks beträgt 230,5 Quadratkilometer, bei der Volkszählung 2022 lebten 23.783 Menschen in 4655 Haushalten.

## Gliederung
Der Bezirk besteht aus fünf Gemeinden (Mtaa) mit 19 Orten (Kitongoji):
| Katembe - Katembe - Kanyange - Kasheza | Kangaza - Kangaza - Kanyamulima - Bwara - Kitokatoke - Ruhanga - Kamukunga | Nyakabango - Nyakabango - Rwenkara - Nyamagojo | Nsambya - Nsambya - Buziba - Kabare - Nyakatungu - Nyamazike | Musalala - Musalala - Kasambya |

## Infrastruktur
- Bildung: Die Nyakabango Secondary school ist eine staatliche, weiterführende Schule. Sie wurde im Jahr 2014 eröffnet[6] und bildet Jugendliche bis zur 6. Stufe aus.[7]
- Gesundheit: Die Apotheke in Nyakabango bietet Malaria-Tests und -Erstbehandlung, HIV-Pflege und -Behandlung, Mutter-Kind-Pflege und kleine chirurgische Eingriffe an.[8]